# Kościół Wniebowzięcia Najświętszej Maryi Panny w Krapkowicach-Otmęcie
Kościół Wniebowzięcia Najświętszej Maryi Panny – rzymskokatolicki kościół parafialny należący do dekanatu Krapkowice diecezji opolskiej.

## Historia
Świątynia została zbudowana na początku XIV wieku w stylu gotyckim. Budowla była połączona z zamkiem. W latach 1534–1638 kościół był we władaniu protestantów. W 1723 roku wschodnia wieża zamkowa została połączona ze świątynią. W tym czasie został zbudowany nowy korpus znajdujący się między wieżą a gotyckim prezbiterium. W latach 1912–1914 kościół został rozbudowany. W 1945 roku świątynia została spalona, a w 1946 roku została odbudowana w stylu neobarokowym, dzięki staraniom księdza proboszcza Franciszka Duszy. W dniu 15 sierpnia 1946 roku kościół został konsekrowany. W późniejszych latach świątynia otrzymała wyposażenie i została wymalowana. W 1964 roku został konsekrowany nowy ołtarz główny.
Z dawnego kościoła dotrwała do dziś wieża w stylu gotyckim, wybudowana z kamienia łamanego oraz kilka elementów architektury z XIV wieku, używanych obecnie jako wsporniki. Zachowały się także renesansowe płyty nagrobne Jerzego Buchty (właściciela Otmętu zmarłego w 1608 roku) oraz Fryderyka Czettricz von Kinsberg (zmarłego w 1610 roku).

## Organy
Organy wybudował Władysław Kaczmarek z Wronek jako opus 43. Brak informacji na temat prowadzonych prac remontowych. Intonacja wykazuje estetykę romantyczną. 
Dyspozycja instrumentu:
| Manuał I           | Manuał II                    | Pedał            |
| ------------------ | ---------------------------- | ---------------- |
| 1. Bourdon 16'     | 1. Prync. flet 8'            | 1. Wiolonbas 16' |
| 2. Pryncypał 8'    | 2. Salicjonał 8'             | 2. Subbas 16'    |
| 3. Gamba 8'        | 3. Vox coelestis 8'          | 3. Cello 8'      |
| 4. Portunal fl. 8' | 4. Gedakt 8'                 | 4. Chorałbas 4'  |
| 5. Nocny róg 4'    | 5. Bourdon 4'                | 5. Puzon 16'     |
| 6. Oktawa 4'       | 6. Flet otw. 4'              |                  |
| 7. Nassard 2 2/3'  | 7. Flet leśny 2'             |                  |
| 8. Oktawa 2'       | 8. Sesqualtera 2 2/3'-1 3/5' |                  |
| 9. Mixtura 3-4 ch  | 9. Mixtura 4-ch              |                  |
| 10. Trąbka 8'      | 10. Rożek 8'                 |                  |